# 奕劻
慶密親王奕劻（转写：I Kuwang；1838年3月24日—1917年1月28日），愛新覺羅氏，字辅廷，乾隆帝曾孙，不入八分辅国公绵性长子。光緒二十年正月初一（1894年2月6日）慈禧太后因六十万寿封慶親王，光緒三十四年十一月廿六日（1908年12月19日）隆裕太后命以親王世襲。清末新政代表人物、主要發起者，曾任領班軍機大臣，廢軍機處和大學士後，首任內閣總理大臣。

## 生平
1838年3月24日出生。道光三十年（1850年）襲輔國將軍。咸豐二年（1852年）正月封貝子。十年（1860年）正月，上三十萬壽，進貝勒。同治十一年（1872年）九月，同治帝大婚，加郡王銜，授御前大臣。
光緒十年（1884年）三月，命管理總理各國事務衙門。十月，進慶郡王。十一年九月，會同醇親王辦理海軍事務。十二年二月，命在內廷行走。十五年（1889年）正月，授右宗正。光緒大婚，賜四團正龍補服，其子載振頭品頂帶。二十年（1894年），太后六十萬壽，懿旨封慶親王。二十六年（1900年）七月庚子事變中，留京會同李鴻章與各國議和。二十七年六月，改總理各國事務衙門為外務部，奕劻仍總理部事。十二月，加載振貝子銜。二十九年（1903年）三月，授奕劻軍機大臣，仍總理外務部如故。尋命總理財政處、練兵處，解御前大臣以授載振。三十四年（1908年）十一月以親王世襲罔替。
宣統三年（1911年）出任首任清朝內閣總理大臣，組成慶親王內閣。武昌起义後，邀請袁世凯代其出任總理大臣，自任弼德院總裁。後配合袁世凱勸隆裕太后同意宣統退位。民國後，據說與其子載振攜袁世凱賄賂之匯豐銀行兩百萬銀元巨資遷居天津英租界，後來又遷回北京西城區定阜街3號慶王府。
1917年1月28日病死青岛，民國大總統黎元洪頒令，允許其子載振世襲慶親王爵銜。奕劻的家人请求逊帝溥仪赐予谥号，内务府把拟定的谥号“哲”送交溥仪，溥仪在当天患感冒没有上课，无法与师傅们商量，只好自己决定，他没有采纳内务府拟定的谥号，另写了几个恶谥“谬”、“丑”、“幽”、“厉”等，溥仪的生父醇亲王载沣劝说另赐个好谥号，溥仪拒绝说：“奕劻受袁世凯的钱，劝太后让国，大清二百多年的天下，断送在奕劻手里，怎么可以给个美谥？只能是这个：丑！谬！”载沣又建议用“献”做谥号，哄骗溥仪說該字有个犬旁，不是好谥，溥仪直接哭出来，干脆不想给谥号了，最终南书房翰林决定谥号为“密”，溥仪以为不是个好字眼就同意了。溥仪后来从苏洵的《谥法考》上看到“追补前过曰密”，想再改奕劻的谥号也来不及了。
奕劻在去世前，将与自己有关的信笺纸牍付之一炬，所以曾在以后很长的时间里造成对他的研究困难。

## 家庭

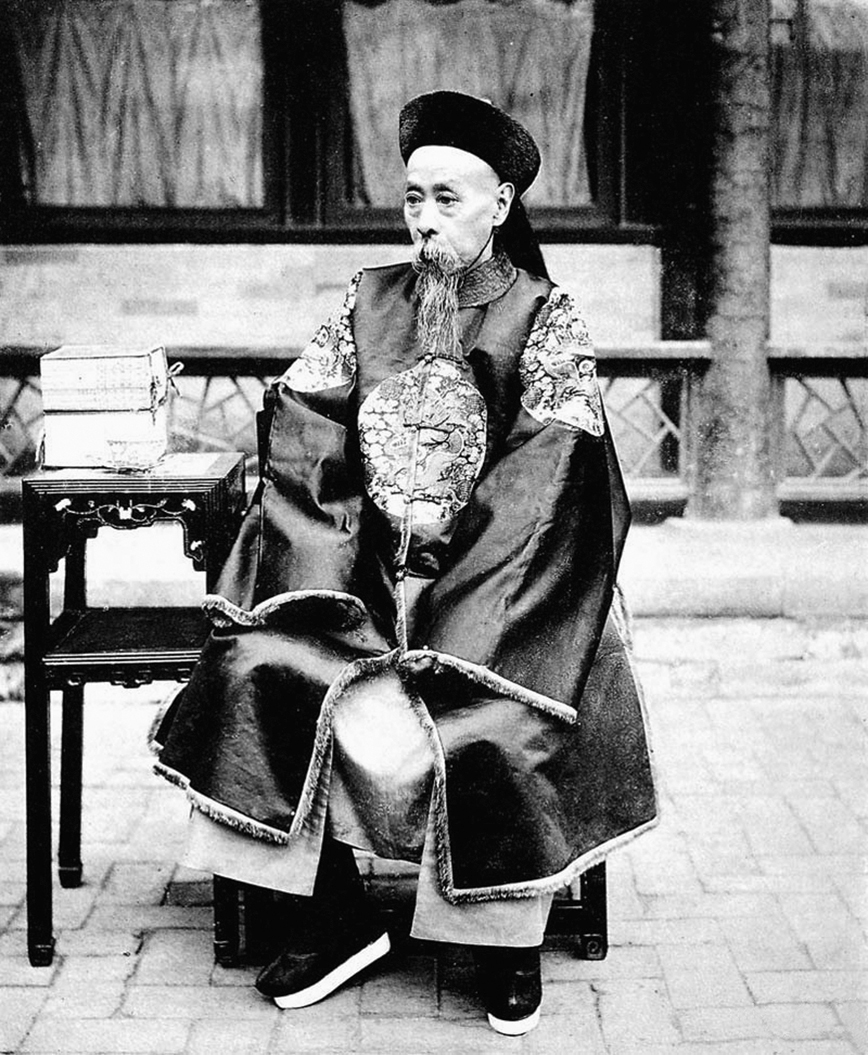

### 妻妾
- 嫡福晉博羅特氏，總督裕謙之女。同治十二年，禮部为該年八月榮安固倫公主下嫁奉朱筆圈出年命相合貝勒奕劻夫人博勒忒氏送親之事致宗人府。光绪十一年十一月，慶郡王嫡福晉博勒忒氏薨逝。

- 大側福晉合佳氏，護軍合平之女。光緒十一年十二月二十日，禮部為知照多羅慶郡王之側室合佳氏封為側福晉事致內務府。
  - 载振之子溥铨称，慈安太后逝世时，祖母合佳氏怀孕。时值国丧，宗室生育儿女，是谓“大不敬”。奕劻恐被人参奏，以偏方为合佳氏坠胎，以致合佳氏身体受损[8]:277。

- 側福晋金佳氏，護軍阿昌阿之女。中國第一歷史檔案館有藏光緒十三年八月初七日慶郡王門上長史福壽《為呈報慶郡王庶福晉金佳氏生第六女事致宗人府》。

- 四側福晉劉佳氏，護軍色普珍之女。中國第一歷史檔案館有藏光緒二十八年三月二十六日，慶親王門上長史德楞額《為呈報慶親王之側福晉劉佳氏所生之第十女病故日期事致宗人府黃檔房》。

- 側福晉李佳氏，福常之女。光绪二十四年十二月十五日，禮部為知照和碩慶親王奕劻之媵妾李佳氏封為側福晉事致內務府。

### 子女
- 長子慶貞親王載振（母：大側福晉合佳氏），有四子：溥鍾、溥銳、溥銓、溥鋼。
- 二子載𢱿（母：四側福晉劉佳氏），有二子：溥鈞、溥銘。
- 三子載授，早殤。
- 四子，早殤。
- 五子載掄（母：四側福晉劉佳氏），娶山東巡撫孫寶琦之女。他的女兒嫁給慈禧太后胞弟承恩公桂祥的兒子，有一子：溥鈺。
- 六子載搢，早殤。

奕劻有十二個女兒，其中五格格、七格格及九格格早年夭折，除十格格和十二格格的出嫁情况不清楚外，其他女兒均出嫁，三格格和四格格常陪伴慈禧太后遊玩。 
- 长女載揄，郡主，同治七年七月二十一日酉时生。母嫡福晋博罗忒氏，总督裕谦之女。光绪十年四月嫁喀尔喀亲王那彦图为嫡福晋，卒于光绪二十六年。
  - 載振之子溥铨称长女的生母实是奕劻的女仆，冒称为福晋所生。女仆生女后被关在府中的东厢房至病死。长女与那彦图成婚后，被那彦图经常性地嘲讽出身[8]:277。
- 次女載搈，郡君，光绪四年十二月二日巳时生，母侧福晋合佳氏，光绪二十三年嫁正黄旗伍弥特氏一等世袭侯吉林将军希元胞弟希贤之子监生世梁，卒年不详。
- 三女載換，光绪五年十一月七日丑时生生，母侧福晋金佳氏，光绪二十一年十二月嫁叶赫那拉氏荫生德恒，即慈禧太后之侄。
- 四女載抒，光绪七年九月十九日丑时生，生母侧福晋合佳氏，光绪二十五年九月二十一日许给直隶总督喜塔腊氏裕禄九子三等承恩公熙俊为妻，当月成婚。
- 五女，光绪十一年七月二十五日申时生，庶福晋刘佳氏生。未婚早卒。
- 六女載掶，郡君，光绪十三年七月七日子时生，侧福晋金佳氏生，光绪三十一年八月二十日嫁瓜尔佳氏一等男荣禄嗣子良揆为妻，宣统三年七月二十四日卯时卒，年二十五岁。
- 七女，光绪十五年三月十八日未时生，生母庶福晋刘佳氏。未婚早卒。
- 八女，光绪十九年生，母侧福晋李佳氏，宣统三年二月初二日嫁马佳氏提督绍英长子世杰，民国三年三月十九日生第三子马延通产后死，年二十二岁。
- 九女，光绪二十一年生,母侧福晋李佳氏，宣统元年十二月二十八日，年十四岁。早卒。
- 十女，光绪二十一年九月二日辰时生，生母庶福晋刘佳氏，光绪二十八年三月二十六日卒，年八岁。早卒。
- 十一女，載揆，字芝卿，号知青，光绪二十六年生，母侧福晋李佳氏。民国九年十月初一日（阴历八月二十日），下嫁乌梁海济尔莫特氏扎萨克辅国公汉罗扎布（字凤池）为继福晋。
- 十二女，光绪二十七年生，母侧福晋李佳氏，不详。

## 評價
溥儀：“奕劻受袁世凯的钱，劝太后让国，大清二百多年的天下，断送在奕劻手里，怎么可以给个美谥？只能是这个：！谬！”“庆亲王将大清国都卖了，对不住列祖列宗，毋庸予谥。”

## 庆亲王府
庆亲王府位于北京西城区定阜街3号。该府原是道光朝大学士琦善的第宅。因擅许割让香港获罪，琦善被查办并籍没家产。咸丰五年（1855年），恭亲王奕訢获赐庆亲王老府为邸，居住该邸的庆亲王永璘六子绵性之子奕劻（已世袭递降至辅国将军）迁至原琦善宅。光绪十年（1884年），奕劻被晋封为庆郡王，按王府规制对住宅进行了改建，其府始称为王府。1949年后被军事单位占用，为北京市重点保护文物。

## 影視形象
- 電視劇《辛亥革命》——鄭天庸飾
- 電影《辛亥革命》——魏宗萬飾
- 電視劇《走向共和》——徐敏飾